# Thanstein
Thanstein település Németországban, azon belül Bajorországban. Lakosainak száma 1012 fő (2023. december 31.). Thanstein Winklarn és Dieterskirchen községekkel határos.

## Népesség
A település népessége az elmúlt években az alábbi módon változott:
| Lakosok száma | 1092 | 566  | 1003 | 1000 | 974  | 970  | 962  | 962  | 992  | 1012 |
|               | 1970 | 1975 | 2011 | 2012 | 2014 | 2015 | 2017 | 2019 | 2022 | 2023 |